# Émergence
Pour les articles homonymes, voir Émergence (homonymie).
L’émergence est un concept philosophique formalisé au XIXe siècle et qui peut être grossièrement résumé par l'adage : « le tout est plus que la somme des parties ». Il s'oppose au réductionnisme comme aux doctrines dualistes (dualisme ou vitalisme).
Une propriété peut être qualifiée d’émergente si elle « découle » de propriétés plus fondamentales tout en demeurant « nouvelle » ou « irréductible » à celles-ci. Ainsi, John Stuart Mill constate que les propriétés de l'eau ne sont pas réductibles à celles de l'hydrogène ou de l'oxygène.
Dans le champ des sciences, le concept d'émergence permet de décrire des caractéristiques de la réalité de façon moniste sans tomber dans le réductionnisme. Il traduit le fait que, dans le monde observable (que ce soit pour la matière inerte, les organismes vivants ou le psychisme), la connaissance de phénomènes ne se déduit pas toujours de celle de leurs composants fondamentaux. L'enjeu des divers émergentismes proposés depuis l'apparition de ce concept est précisément celui de la clarification des termes « découler », « nouvelle » ou « irréductible » (appliqués aux propriétés), et de leurs différentes acceptions possibles.
On parle parfois d’« émergence synchronique » dans le contexte des relations entre les niveaux micro et macro d'un système. Dans ce cas, l'émergence implique une irréductibilité conceptuelle : les propriétés et lois émergentes sont des caractéristiques systémiques de systèmes complexes régis par des lois qui ne sont pas réductibles à celles qui qualifient les rapports entre des composants de plus petite échelle. On l’oppose à l’« émergence diachronique », qui se définit comme une relation temporelle qui voit l'apparition d'une propriété nouvelle à un moment donné (évolution, embryogenèse, abiogenèse...). Selon les auteurs et la définition choisie, l'émergence est aussi souvent associée aux concepts de « causalité descendante », de « survenance », de « rétroaction », d’« auto-organisation », de « complexité » ou de téléonomie.
Les deux exemples classiques de phénomènes proposés comme émergents sont la conscience, comprise comme une propriété émergente du cerveau, et la vie, entendue comme une propriété émergente de la physico-chimie des organismes vivants.

## Définitions de l'émergence
Certaines caractéristiques sont généralement associées aux différentes formes du concept d'émergence, :
- physicalisme : tout ce qui existe peut se réduire en dernière analyse aux constituants décrits par la physique et à leurs aggrégats ;
- émergence de propriétés : à partir d'un certain niveau de complexité et d'organisation des particules matérielles, des propriétés authentiquement nouvelles émergent de ces systèmes complexes ;
- irréductibilité de l'émergence : les propriétés émergentes sont irréductibles et ne peuvent être déduites des phénomènes de bas niveaux à partir desquels elles émergent ;
- causalité descendante : les entités émergentes peuvent être à l'origine causale d'une influence sur les entités de même niveau ou plus bas niveau, soit directement (émergence forte), soit via les micro-constituants (émergence faible). Cela distingue une entité émergente d'un épiphénomène, qui n'a pas d'influence causale.

Chaque auteur peut formuler différemment, apporter des nuances, voire réfuter certaines propriétés comme la dernière, mais ces quatre propriétés forment le cadre conceptuel de réflexion à propos de l'émergence.
Par exemple, O'Connors définit l'émergence d'une propriété P à partir d'objets O de la manière suivante :
- P survient des propriétés de ses parties O ;
- P n'est pas une propriété des objets O ;
- P est distinct de toute propriété structurelle des objets O ;
- P possède une influence causale directe (descendante) sur le comportement des structures constituées par les objets O.

## Émergences «faible» et «forte»
Même s'il existe de nombreuses formulations et conceptions de l'émergence, il est généralement admis que les théories émergentistes du XXe siècle se répartissent en deux catégories principales.
- On parle d'émergence « faible » lorsque la dynamique causale du tout est entièrement déterminée par la dynamique causale des parties[5], et est subjectivement interprétée comme émergente par un observateur extérieur. Dans le cas des molécules d'eau, leur cristallisation en glace est un phénomène qui n'appartient ni à l'hydrogène, ni à l'oxygène, ses constituants. Il s'agit toutefois d'un phénomène qui peut s'expliquer à partir des propriétés de l'hydrogène et de l'oxygène. Il n'y a donc pas de propriété réellement nouvelle, si ce n'est celle qu'un humain peut observer, et qui peut surprendre ce dernier de premier abord.
- L'émergence « forte » se caractérise principalement par la mise en avant d'une influence fondamentale et irréductible du tout sur les parties, c'est-à-dire par l'apparition d'authentiques agents ou processus causaux à un haut niveau de complexité influençant causalement les processus de même niveau, ou de niveau inférieur[E 3]. Elle se définit par opposition à l'émergence faible qui, pour sa part, insiste sur le fait que les causes ultimes de tout phénomène, même émergent, se situent fondamentalement au niveau micro-physique. C'est l'existence de telles propriétés émergentes fortes qui est discutée : l'impossibilité, dans tout système complexe, de voir le lien causal entre le niveau micro et le niveau macro pourrait résulter des limites de l'être humain. On peut toutefois citer deux exemples d'émergence qui semblent fortes : l'apparition de la vie à partir de l'inanimé, et l'émergence de la conscience.

Hugues Bersini dénie à la physique et la chimie, dont la pratique se doit d'être réductionniste, la possibilité de nous éclairer sur ce concept d'émergence. En physique et en chimie, le meilleur niveau d'explication reste celui qui sous-tend le phénomène collectif. À ces niveaux, l'émergence n'existe que dans sa version « faible ». La température n'est en rien « davantage » que l'agitation erratique d'un ensemble de particules. En revanche, la biologie offre la possibilité d'une émergence « forte » car tout phénomène biologique collectif (vol d'oiseaux, insectes sociaux, métabolisme cellulaire...) ne peut être expliqué qu'à la faveur d'un environnement intégratif (jouant le rôle du macro-observateur) et de la sélection naturelle. Deux ingrédients épistémologiques additionnels s'avèrent indispensables à la pleine compréhension du phénomène : l'environnement et la sélection naturelle. Ces deux ingrédients épistémologiques sont absents de la modélisation physico-chimique des phénomènes naturels. 

### Émergence faible
Selon le point de vue de l'émergence faible, qui est de loin le plus répandu parmi les scientifiques et philosophes modernes, les structures émergentes possèdent bien d'authentiques caractéristiques autonomes, irréductibles, et qui peuvent servir de fondement à des descriptions ou à des théories scientifiques. Ces structures peuvent même être perçues et décrites par ces théories comme des agents causaux. Mais les processus causaux réels et ultimes résident au plus bas niveau, probablement au niveau microphysique. Les automates cellulaires sont une illustration du phénomène d'émergence faible.

### Émergence forte
Comme le note Timothy O’Connor, la relation causale du tout sur les parties mise en avant par l'émergentisme fort doit bel et bien être conçue comme une influence directe, au plus haut niveau, et non comme une influence macroscopique indirecte via les propriétés des micro-constituants,, car sinon cela reviendrait à de l'émergentisme faible.
Les défenseurs de l'émergence forte font - d'un point de vue philosophique - souvent appel à la théorie aristotélicienne de la causalité qui distingue non seulement les causes efficientes et matérielles, qui correspondent à la notion de cause dans la science moderne, mais aussi la cause formelle, provenant de la forme, structure ou fonction d'un objet qui retrouve un sens en émergentisme fort, qui tente de refonder une théorie de la causalité sur cette base. La cause finale aristotélicienne, qui met en jeu des notions comme le vitalisme, le dualisme ou le surnaturel, a tendance à être évitée par la plupart des émergentistes scientifiques.
Ian Stewart[réf. nécessaire] et Jack Cohen montrent que le concept d'émergence est un point de passage obligé pour expliquer des propriétés macroscopiques que l'on ne sait pas reporter sur des propriétés des seuls composants, et ainsi de suite[pertinence contestée]. En effet, si l'on constate que les chats sont vivement attirés par les souris, il semble absurde d'en inférer que ce sont les molécules des chats qui sont directement attirées par les molécules des souris. La cause de cet attrait doit donc être cherchée dans l'organisation interne de celles-ci, ou de structures plus complexes encore comme, ici, celles des systèmes nerveux et hormonaux.

## Exemples

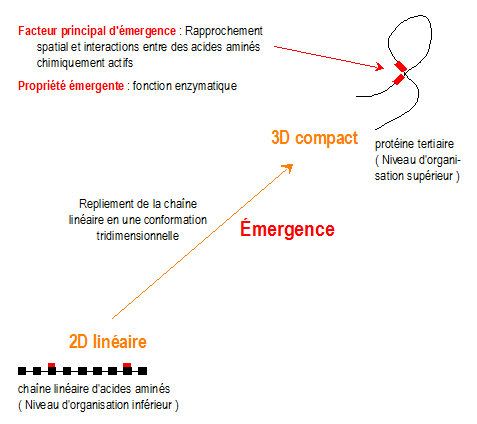
Exemple de l'émergence de la propriété enzymatique.

L'émergence est un phénomène physicaliste, c'est-à-dire qu'il peut être expliqué par les propriétés physiques, chimiques ou biologiques de la matière.
- Biochimie : l'émergence de la fonction enzymatique s'explique principalement par le repliement de la protéine d'une forme linéaire en une forme compacte (voir figure ci-contre). C'est le rapprochement dans l'espace tridimensionnel des acides aminés chimiquement actifs (rectangles rouges) qui fait apparaître (émergence) de nouvelles propriétés physico-chimiques dans une région localisée de l'espace : le site actif de l'enzyme.
- Anatomie : des considérations sur l'apparition de variantes de l'œil dans plusieurs branches très différentes de la classification du vivant incitent à penser que l'apparition de l'œil fait partie des propriétés émergentes prévisibles là où existe une source lumineuse. Dans son livre L'horloger aveugle, le biologiste Richard Dawkins étudie plus en détail le mécanisme de cette émergence à partir d'une simple cellule se trouvant douée au départ de photosensibilité[8], par le biais de sélections naturelles successives. Il utilise pour cela des simulations sur ordinateur. Dans sa théorie de la complexité en mosaïque, Georges Chapouthier vise à expliquer cette émergence par la différenciation et l’intégration d’entités à l’origine juxtaposées et identiques[9].
- Zoologie (Éthologie et entomologie) : chez les insectes sociaux comme les fourmis ou les termites, il apparait un comportement émergent, effet global qui résulte de l'application de règles locales.  « Les études réalisées par les éthologistes ont montré que certains comportements collectifs des insectes sociaux étaient auto-organisés. L’auto-organisation caractérise des processus au cours desquels des structures émergent au niveau collectif, à partir d’une multitude d’interactions simples entre insectes, sans être codées explicitement au niveau individuel. »[10],[11]. Par exemple, par le fait qu'un termite ait plus de chance de déposer une motte de terre en un lieu où il y en a déjà, on verra émerger la construction d'une termitière au sein d'un groupe de termites.
- Physique statistique : les propriétés macroscopiques des gaz comme leur pression ou leur température sont émergentes, car elles ne sont significatives que si l'on considère de très grands ensembles de molécules. C'est une émergence faible, car depuis les travaux de Boltzmann et Maxwell on peut les relier directement aux propriétés cinétiques moyennes des molécules. À l'instar d'autres propriétés comme l'entropie ou les changements d'états, les liens avec les propriétés des constituants sont beaucoup moins directs.
- Intelligence artificielle : un système d'IA complexe peut produire des comportements ou des caractéristiques qui ne sont pas explicitement programmés par les concepteurs. L'émergence se produit lorsque des propriétés ou des comportements collectifs émergent à partir des interactions et de la coordination des parties constitutives du système[12]. Par exemple, lors de la formation d'un réseau de neurones pour la reconnaissance d'images, le système peut développer des caractéristiques de reconnaissance spécifiques qui ne sont pas explicitement définies dans le code, mais qui sont le résultat de la complexité et de l'interaction des connexions neuronales.
- Sciences sociales : les institutions, les langages sont des exemples de phénomènes émergent décrits par les sciences sociales[13]. Si, comme l'explique Bernard Walliser, les « phénomènes d'émergence sont tout aussi pertinents dans les sciences sociales qu'en physique ou en biologie »[13], les premiers se distinguent par l'intentionnalité des comportements humains, qui en ayant conscience du phénomène d'émergence peuvent en influencer le cours.
- Botanique : les brousses tigrées sont des communautés végétales caractérisées par une structure spatiale périodique dite émergente. En effet, cette structure en motif périodique décimétrique à hectométrique, échelle largement supérieure aux individus végétaux qui la composent, est le résultat d'interactions locales entre ces individus et leurs plus proches voisins[14].
- Médias : les technologies numériques et le Web présentent des phénomènes d'émergence[15] (formation de communautés en ligne, effets de buzz, contenus viraux).
- Neurosciences : des règles simples d'interactions neurales implantées comme des règles d'apprentissage non-supervisé permettent de voir l'émergence de structures complexes. Un exemple est l'organisation du cortex visuel primaire et en particulier l'émergence de la selectivité de ces neurones à des orientations locales dans l'image rétinienne[16].
- Systémique : l'accent est mis sur le phénomène d'émergence : « Emergence is a concept embedded in system theory »[17]. Ce n'est plus une somme de comportements simples, mais le résultat d'une interaction entre ces comportements et la complexité du système.
- Jeu vidéo : le métagame est un exemple courant d'émergence en jeu vidéo. Il s'agit de phénomènes complexes où les comportements observés dans le jeu ne sont pas explicitement programmés ou prévus par les développeurs.

## Histoire

### L'émergentisme britannique
Bien qu'on puisse certainement rechercher des positions proches chez des auteurs antérieurs, c'est au XIXe siècle, chez un certain nombre de philosophes britanniques, que le concept d'émergence fait explicitement son apparition. Le premier à l'employer avec une définition philosophique précise est George Henry Lewes dans Problems of Life and Mind (« Problèmes de la vie et de l'esprit ») en 1875. Mais John Stuart Mill est présenté généralement comme la première source d'inspiration de ce courant, bien qu'il n'utilise pas directement le terme. Dans son Système de logique déductive et inductive publié en 1843, celui-ci propose une distinction entre des lois homopathiques, dont les effets se combinent selon le principe de « composition des causes » (sur le modèle de l'addition vectorielle des forces en termes contemporains), et des lois hétéropathiques, dont les effets se combinent en violant ce principe de composition des causes. Les réactions chimiques en particulier mobilisent des lois hétéropathiques. Pour Mill, les organismes vivants sont donc strictement composés d'éléments physiques mais leurs propriétés, résultant de lois hétéropathiques, diffèrent d'une simple composition des propriétés de leurs constituants.

#### Samuel Alexander
C'est avec le philosophe britannique Samuel Alexander que la notion d'émergence apparaît pour la première fois, à la fin des années 1910, comme un concept philosophique central au cœur d'un véritable système métaphysique. L'œuvre principale d'Alexander, Space, Time and Deity (1920), expose cette conception métaphysique du monde fondée sur l'idée d'une hiérarchie entre les différents niveaux d'existence. Cet ordonnancement du monde est lui-même le résultat d'un processus évolutif. 
Alexander place l'Espace et le Temps à la base de ce système, chacun d'eux étant concevable séparément, bien qu'ils soient à l'origine équivalents. Emerge à partir de cette réalité fondamentale l'Espace-temps proprement dit (première forme d'émergence), au sein duquel les processus se réalisent en tant que simples mouvements ou déplacements. C'est l'Espace-temps qui constitue pour Alexander la substance proprement matérielle du monde, encore dépourvue de qualités matérielles autres que celles qui définissent le mouvement. À partir du mouvement, de nouvelles « qualités émergentes » apparaissent à différents niveaux d'organisation : la matière constituée, la vie et l'esprit (mind) font partie de ces qualités qui ont émergé au cours du processus évolutif à des niveaux d'organisation toujours plus élevés. Samuel Alexander forge alors la notion d'« évolution émergente » pour caractériser ce processus qui, bien qu'inhérent à l'Espace-temps, conduit inexorablement à l'émergence d'un niveau de réalité supérieur associé au « divin » (Deity).

#### C. L. Morgan
En 1923, Conwy Lloyd Morgan expose dans Emergent Evolution une conception émergentiste forte du monde et de l'évolution. Il établit une distinction entre les propriétés dites « résultantes », qui sont « seulement additives ou soustractives, et prévisibles », et les propriétés émergentes. Morgan distingue également les processus émergents des simples relations de causalité entre les phénomènes. Il nie que l'émergence soit une forme de causalité[réf. incomplète]. 
Morgan défend également le principe de « niveaux de réalité ». Le schéma fondamental de l'émergence selon Morgan est constitué de trois niveaux : le « niveau A » est le plus bas des trois, et il peut émerger au « niveau B » de nouvelles caractéristiques non prédictibles à partir des seules informations concernant le niveau A ; de même, de nouvelles propriétés peuvent émerger au « niveau C » qui ne sont pas déductibles à partir de la connaissance des niveaux A et B. Morgan propose alors une image verticale de l'émergence, du bas vers le haut, avec un diagramme qui dépeint ce qu'il appelle un « schème pyramidal ». L'espace-temps constitue la base de cette pyramide, suivie de la matière, tandis que l'esprit se trouve proche du sommet, au-dessus de la vie. Morgan explique que cette pyramide est synoptique dans le sens où elle est censée comprendre toutes les entités naturelles, depuis les atomes et les molécules à la base du monde jusqu'aux êtres humains en haut, en passant par les minéraux, les plantes et les animaux. Toute entité dans le monde doit appartenir à un seul et unique niveau, dans un système hiérarchisé qui comprend tout. Toutefois, cette pyramide ne justifie pas une conception moniste de la réalité car chaque niveau de la pyramide est, selon Morgan, en substance différent du niveau sous-jacent.
Comme Samuel Alexander dont il s'inspire, C. Lloyd Morgan considère l'émergence du point de vue évolutif. Mais il s'oppose au principe de continuité darwinien et associe l'émergence à des « sauts » évolutifs. Contrairement à Alfred Russel Wallace, qui défendait également le principe des étapes évolutives (associé à des interventions divines), Morgan pense qu'il est possible de formaliser ces étapes par un procédé scientifique ne faisant intervenir que des mécanismes d'émergence. Ces mécanismes sont associés à une forme de causalité descendante et, en ce sens, ils peuvent faire l'objet de théorisations et de tests à caractère scientifique. Cette causalité part du  haut de la pyramide (proche de l'esprit, donc), et influence chaque niveau sous-jacent (causalité descendante), contrairement à une conception réductionniste de la causalité selon laquelle ce sont nécessairement les entités de bas niveau qui ont une action causale sur les niveaux d'organisation supérieurs. Il existe également, au sein de chaque niveau, une « causalité horizontale » plus habituelle.

#### C. D. Broad
La publication en 1925 de The Mind and Its Place in Nature (« L'esprit et sa place dans la Nature ») de Charlie Dunbar Broad constitue le second moment majeur de l'émergentisme britannique. Broad propose l'émergence comme une troisième voie permettant de dépasser le débat entre les vitalistes — qui défendent l'idée d'une différence fondamentale entre la matière inerte et le vivant – et les mécanistes — qui défendent l'idée d'une nature entièrement mécanique, y compris pour les organismes vivants. Il introduit pour cela l'idée de « niveaux d'organisation » successifs, idée qui restera associée à la notion d'émergence. Pour Broad, même s'il n'existe bien qu'un seul type de substance physique composant tous les corps (monisme), on peut toutefois distinguer des agrégats de différents ordres, dont l'étude relève de différentes sciences spéciales hiérarchisées et non réductibles à la physique (comme la biologie, la psychologie, etc.). À cette fin, Broad distingue deux types de lois : les lois « intra-ordinales » qui décrivent l'interaction entre les propriétés d'agrégats d'un même ordre, et les lois « trans-ordinales » qui connectent les propriétés d'un agrégat avec les propriétés des agrégats de l'ordre immédiatement inférieur. Par exemple, une loi intra-ordinale propre à la biologie peut caractériser l'interaction de neurones entre eux, tandis qu'une autre loi intra-ordinale propre à la psychologie peut caractériser l'évolution des états mentaux d'un individu, alors qu'une loi trans-ordinale pourrait connecter la présence de certains états mentaux avec certaines propriétés neuronales du cerveau. Dans ce schéma, il est important de noter que chaque loi trans-ordinale est considérée comme fondamentale, impossible à déduire des lois intra-ordinales inférieures. Elle se contente de décrire la « covariation synchronique » de propriétés d'un niveau donné avec une propriété émergeant à un niveau supérieur.
Ces principes sont compatibles avec la notion d'émergence faible, mais c'est dans le traitement spécifique du problème corps-esprit que Broad exprime des considérations plus proches de l'émergence forte. Selon lui, les lois intra-ordinales ne sont pas suffisantes pour expliquer l'esprit. Il postule alors l'existence d'un « centre mental » qui unifie les événements mentaux en un seul « esprit », constitué de « particules mentales » analogues aux particules physiques, mais fondamentalement différentes d'elles. Cette position est proche du dualisme, mais selon Clayton, elle s'en distingue toutefois nettement et constitue plutôt une position d'émergentisme fort. En effet, un dualiste postule a priori l'existence d'une substance mentale et en déduit l'existence d'événements mentaux, tandis que Broad procède à l'inverse et considère l'esprit en tant qu'émergeant à partir des entités mentales élémentaires.

### Un concept réinvesti depuis les années 1970
Le développement de la mécanique quantique, qui a fourni une explication physique aux liaisons chimiques, puis de la biologie moléculaire, ont consacré l'approche réductionniste dans les sciences de la nature à partir de l'entre-deux-guerres. Mais un intérêt renouvelé pour le concept d'émergence se fait jour depuis les années soixante-dix, avec l'essor de deux nouveaux champs scientifiques : d'une part les sciences cognitives et la philosophie de l'esprit, qui vont réintroduire l'émergence dans leur analyse des rapports entre le cerveau et l'esprit ; d'autre part l'étude des systèmes complexes, à l'interface entre physique, mathématiques, informatique et biologie, qui va mobiliser cette idée pour mieux appréhender l'apparition de comportements collectifs globaux dans toute une classe de systèmes composés d'un grand nombre de constituants en interaction.
Le terme est repris en 1981 par le sociologue Raymond Boudon sous le nom d'effet émergent afin d'expliquer comment l'agrégation de décisions individuelles provoque un phénomène social, qui s'impose à tous les individus d'un groupe .

#### Émergentisme britannique
- (en) John Stuart Mill, A System of Logic, Ratiocinative and Inductive : Being a Connected View of the Principles of Evidence and the Methods of Scientific Investigation, Londres, John W. Parker, 1843.Traduction française par Louis Peisse : Système de logique déductive et inductive, Paris, Librairie philosophique de Ladrange, 1866 (lire en ligne).
- (en) George Henry Lewes, Problems of Life and Mind, Londres, Kegan Paul, Trench, Trübner & Co, 1875-1879, 4 vol. [vol. 1] [vol. 2] [vol. 3] [vol. 4].
- (en) Charlie Dunbar Broad, The Mind and Its Place in Nature, Londres, Routledge & Kegan Paul, 1925 (BNF 37419531) [PDF][lire en ligne (page consultée le 23 juin 2014)].

#### Ouvrages contemporains
- Sciences et Avenir, « L'énigme de l'émergence », hors-série, no 143, juillet-août 2005  (ISSN 1142-4877).
- Jacques Ricard[27], Pourquoi le Tout est plus que la Somme de ses Parties : pour une approche scientifique de l'Émergence, Paris, Hermann Éditeurs, coll. « Visions des sciences », 2008, 325 p. (ISBN 978 2 7056 6737 5, présentation en ligne). Ce livre aborde et illustre  la résurgence du concept d'émergence dans le champ scientifique depuis la fin du XXe siècle, et la relie à l'histoire des idées et des sciences depuis l'antiquité grecque[Note 4].
- (en) Mark A. Bedau et Paul Humphreys (éds), Emergence : Contemporary Readings in Philosophy and Science, Cambridge (Mass.), MIT Press, 2008, 480 p. (ISBN 978-0-262-02621-5, présentation en ligne).
- Hugues Bersini, Qu'est-ce que l'émergence ?, Paris, Ellipses, 2007, 139 p. (ISBN 978-2-7298-3442-5, présentation en ligne).
- [O'Connor et Wong 2012] (en) Timothy O'Connor et Hong Yu Wong, « Emergent Properties », dans The Stanford Encyclopedia of Philosophy, 2012 (lire en ligne).
- (en) Philip Clayton et Paul Davies, The Re-Emergence of Emergence : The Emergentist Hypothesis from Science to Religion, Oxford University Press, 2006
- Norman Mousseau, « De l'atome à la conscience : phénomènes d'émergence et complexité », dans Solange Lefebvre, Raisons d'être : Le sens à l'épreuve de la science et de la religion, Montréal, Les Presses de l'Université de Montréal, 2008 (ISBN 9782760620605).
- Chomin Cunchillos, Les Voies de l’émergence. Introduction à la théorie des unités de niveau d’intégration, précédé de Patrick Tort, « Faustino Cordon et la naissance de l’unité dans le champ biologique », Paris, Belin, 2014.

#### Autour de l'émergence
- Auto-organisation
- Complexité
- Épiphénomène
- Humanologie
- Noogenèse
- Origine de la vie
- Problème corps-esprit
- Survenance
- Science du complexe
- Systémique
- Théorie des systèmes dynamiques et Théorie des systèmes dynamiques complexes
- Téléologie
- Singularité technologique

#### Notions concurrentes
- Dualisme (philosophie de l'esprit)
- Réductionnisme
- Vitalisme